# Nieuwlandsche polder
Nieuwlandsche polder is de naam van een polder en voormalig waterschap in de gemeenten Kethel en Spaland en Schiedam, in de Nederlandse provincie Zuid-Holland.
Het waterschap was verantwoordelijk voor de drooglegging en de waterhuishouding in de polder.